# 理查德·海因
理查德·海因（英語：Richard Hine，1939年12月11日—），澳大利亚男子自行车运动员。他曾代表澳大利亚参加1962年和1966年大英帝国和英联邦运动会自行车比赛，获得一枚银牌和二枚铜牌。